# Barra de São Francisco
Barra de São Francisco é um município brasileiro situado na região noroeste do estado do Espírito Santo, integrante da região sudeste do Brasil. Sua população, segundo o Censo do IBGE, em 2022, era de 42.498 habitantes.
A cidade é a 13ª mais populosa do estado do Espírito Santo e a segunda mais populosa do noroeste, atrás de Nova Venécia. A agricultura foi, ao longo de décadas, o principal motor econômico do município, principalmente a produção de café, mas nos últimos anos, a Barra de São Francisco fortaleceu-se como um polo de extrativismo mineral. A cidade tem a maior jazida de granito amarelo do mundo.
O nome do município faz referência a uma particularidade geográfica: é dentro do seu território que o Rio São Francisco encontra sua barra, ou seja, deságua no Rio Cricaré.
A cidade tem o epíteto de "sentinela capixaba", que faz referência ao papel histórico de permanente vigilância que exerceu ao longo do Contestado entre os estados do Espírito Santo e de Minas Gerais. Durante o período, a região foi alvo de disputa entre as duas unidades federativas.
Barra de São Francisco também é conhecida como a "terra do granito". Isso se deve ao título de capital estadual do granito, concedido pelo Governo do Estado do Espírito Santo, em 2012.

## História
O perímetro que viria a ser a cidade de Barra de São Francisco começou a ser ocupado em 1927, com a chegada de posseiros procedentes de Minas Gerais, que buscavam terras devolutas e começaram a abrir clareiras na mata. Os primeiros ocupantes da região se instalaram na confluência entre o Rio São Francisco e o Rio Itaúnas e batizaram o local como Patrimônio de São Sebastião.
Em 24 de junho de 1935, a localidade se torna distrito de São Mateus e passa a se chamar Barra de São Francisco.
Por meio da Lei nº 15.177, em 31 de outubro de 1943, Barra de São Francisco é elevada à categoria de município, desmembrado de São Mateus. A instalação ocorreu em 1º de março de 1943 e o feriado de festividade da cidade é comemorado em 04 de outubro, dia de São Francisco de Assis.
O pontapé inicial na história do local remonta ao período colonial, quando a região ainda era uma mata inexplorada. Em 8 de outubro de 1800, quando o Rio Doce foi aberto para a navegação, o governo colonial determinou a instalação de um posto de fiscalização para impedir o tráfico de pedras preciosas oriundas de terras mineiras. Em 18 de outubro de 1904, Espírito Santo e Minas Gerais estabeleceram a Serra dos Aimorés como marco físico do limite territorial entre os dois estados.

### O Contestado entre Espírito Santo e Minas Gerais
Em 1911, os dois estados assinaram um convênio para ratificar a questão dos limites territoriais, mas o documento, ao invés de trazer entendimento, contribuiu para a disputa pelo espaço geográfico, pois trazia dupla denominação do maciço que serviria como marcador da divisa territorial: “Serra dos Aimorés”, ou “Serra do Souza”. A falta de clareza dessa peça legal alimentou a imprecisão sobre o limite territorial entre as duas unidades federativas na região.
A questão chegou ao Supremo Tribunal Federal em 1914, momento em que o órgão confirmou a divisa entre os estados na Serra dos Aimorés. Essa decisão passou a ser contestada tanto pelo governo capixaba, como pelo mineiro.
Nesse contexto, uma obra importante foi inaugurada em 1928: a Ponte Florentino Avidos, em Colatina. Essa foi a primeira ligação terrestre a transpor o Rio Doce no território espírito-santense, facilitando o acesso de contingentes populacionais originários de outras regiões do estado, em busca de terras para se estabelecer.
Em 1937, um edital do governo mineiro afirmava que a então região capixaba de Mantena pertencia a Minas Gerais. Esse documento reacendeu a disputa entre os dois estados e iniciou um período de escalada de tensão na região.
Isso aconteceu porque toda a área contestada passou a viver sob dupla jurisdição. Como os dois estados reivindicavam a posse do território, os registros de imóveis e de terras feitos em cartórios do Espírito Santo não eram reconhecidos pelos mineiros e vice-versa.
Em uma região praticamente inexplorada e com grandes áreas de terras devolutas, essa situação levou ao aumento da insegurança entre a população, uma vez que, sem garantias da Justiça, os conflitos pela posse de terras evoluíam para disputas violentas, que deixaram um número incerto de vítimas.
Em 1940, o presidente Getúlio Vargas enviou homens do Serviço Geográfico do Exército à região, para resolver a situação. A comitiva, formada por geógrafos e engenheiros, elaborou um mapa, no qual constavam as mesmas divisas territoriais anteriores, o que desagradou a ambos os estados.
A partir de 1942 a tensão na região contestada aumentou. A animosidade entre capixabas e mineiros, civis ou militares, era grande. Relatos da época registraram o assassinato de um policial mineiro por um militar capixaba, após insultos e provocações. Em 1948, o Governo do Espírito Santo determinou a ocupação da área em disputa por um efetivo de 600 agentes de segurança. No ano seguinte, os dois estados enviaram novos contingentes de policiais para a região.
O conflito entre as forças de segurança capixabas e mineiras jamais chegou a ocorrer, mas o envio de tropas era uma forma de demonstração de força e de intimidação de parte a parte. A tensão na região permaneceu elevada até 1958, quando os governos estaduais retomaram negociações para um entendimento sobre o estabelecimento dos limites territoriais, após novo julgamento do STF não oferecer uma solução definitiva.
O Contestado se encerrou no dia 15 de setembro de 1963, com o acordo de efetiva divisão entre as partes e o tratado de paz, assinado pelos governadores Francisco Lacerda de Aguiar, do Espírito Santo, e Magalhães Pinto, de Minas Gerais. Ficou definido que a cidade de Mantena passaria a fazer parte do estado mineiro, enquanto Barra de São Francisco permaneceria integrada ao solo capixaba.
Atualmente, um obelisco de granito, localizado às margens da BR-381, no local da divisa entre os estados, celebra a paz entre capixabas e mineiros, com os dizeres: “este monumento demarca a linha de união entre os estados de Minas Gerais e Espírito Santo, inspirado nos sentimentos de brasilidade dos mineiros e espírito-santenses, interpretados pelos governadores José de Magalhães Pinto e Francisco Lacerda de Aguiar."
Em 2013, quando foi comemorado o aniversário de 50 anos do fim do Contestado, o local recebeu um evento comemorativo, com a presença dos então governadores Renato Casagrande, do Espírito Santo, e Antônio Anastasia, de Minas Gerais. Os dois reforçaram os desejos de paz e de boa convivência entre os povos dos dois estados.

## Economia
O Contestado marcou o desenvolvimento econômico de Barra de São Francisco a partir da segunda metade do século XX. Isso aconteceu porque, durante o período de disputa entre os dois estados, o governo mineiro investiu na instalação de equipamentos públicos na região de Mantena. Estradas, escolas, postos policiais e de saúde, entre outros serviços públicos, conferiram maior infraestrutura para a cidade mineira, tornando-a mais atrativa e desenvolvida, além de demarcar a área que Minas Gerais queria manter para si. Estagnada e sem os mesmos investimentos da vizinha, Barra de São Francisco vivia relação de certa dependência com Mantena.
O café, desde o início, foi o grande destaque da economia de Barra de São Francisco até a década de 1960, quando o Espírito Santo e o Brasil passaram a implementar a Política de Erradicação dos Cafezais. O plano, montado pelo Governo Federal, visava desestimular o plantio do café para evitar as super safras, que derrubavam o preço do produto, tornando-o pouco vantajoso.
Esse foi um período de grande esvaziamento do município, com notável êxodo de pessoas que, em busca de mais perspectivas, migraram da região de Barra de São Francisco para o estado de Rondônia, onde havia disponibilidade de terras baratas e incentivo do Governo Federal para a ocupação.
Quem ficou, observou o foco da economia do município mudar do café para a pecuária. No ramo agrícola, o cultivo de milho, feijão, arroz e cana, passou a se destacar, até os anos 1970, quando recomeçou o estímulo ao plantio do café, cultura que, até hoje, representa um percentual considerável do PIB francisquense.
A nova fronteira econômica da cidade é a extração mineral, sobretudo de granito. A mineração trouxe um novo impulso à economia da cidade, que possui as maiores jazidas de granito amarelo do mundo, com previsão de exploração ao longo de 2 mil anos.
Com o desenvolvimento trazido pela atividade mineradora, Barra de São Francisco se desenvolveu. Hoje, a cidade capixaba conta com muitas indústrias, empregos, comércio e instituições de ensino.
Desde 2007, Barra de São Francisco faz parte da área da Superintendência de Desenvolvimento do Nordeste (Sudene), obtendo, com isso, benefícios fiscais que estimulam a atração de investimentos. Empresas que se instalam nessas áreas contam com desconto de até 75% no Imposto de Renda Pessoa Jurídica, além de descontos no PIS/Pasep e Cofins para aquisição de maquinário.

## Geografia
Além da sede, Barra de São Francisco é composta por 08 distritos:
- Cachoeirinha de Itaúnas
- Itaperuna
- Monte Senir
- Monte Sinai
- Paulista
- Poranga
- Santo Antônio
- Vargem Alegre

### Clima
De acordo com a classificação climática de Koppen-Geiger, Barra de São Francisco tem clima do tipo Aw, ou seja, tropical chuvoso, com estação seca no inverno. Agosto é o mês mais frio, com média de temperatura de 18ºC, podendo chegar a 16ºC, e precipitação inferior a 60 mm.
A temperatura média anual em Barra de São Francisco é de 24,5ºC, sendo fevereiro o mês com a média mais alta: 26,9ºC, com máximas de até 33,8ºC. O primeiro trimestre do ano costuma ser o mais quente na cidade, enquanto o terceiro trimestre é o mais frio, mas com a maior amplitude térmica.
Anualmente, em média, o município recebe 1104,2 mm de chuva. O período chuvoso é entre outubro e abril e concentra 87,2% do acumulado total anual, com média de 963,3 mm. Entre maio e setembro, ocorre o período mais seco, com acumulado médio de 140,3 mm.

### Hidrografia
Barra de São Francisco está localizada na bacia hidrográfica do Rio Cricaré. Afluentes de maior fluxo de água, como o Rio São Francisco e o Rio Itaúnas atravessam a sede do município. O território francisquense possui diversas nascentes, mas que não se encontram conservadas, principalmente por conta do desmatamento e da falta de obediência à legislação ambiental.
Além do São Francisco e do Itaúnas, cursos-d’água de menor vazão também cortam a área da mancha urbana de Barra de São Francisco, como o córrego Miracema e o córrego Estrela. A hidrografia presente na área urbana da cidade encontra-se degradada e assoreada, recebendo esgoto in natura das residências. A convivência da cidade com os rios e córregos também faz com que alguns bairros, como Centro, Campo Novo, Carabina, Nossa Senhora da Penha e Irmãos Fernandes estejam suscetíveis a enchentes.
Em dezembro de 2013, a cheia histórica dos rios São Francisco e Itaúnas provocou cinco inundações na cidade em um espaço de uma semana. Na época, a prefeitura calculou um prejuízo superior a R$ 35 milhões.

### Vegetação
Originalmente, o território de Barra de São Francisco era completamente coberto pela Floresta Atlântica. Porém, estima-se que, atualmente, a vegetação original ocupe apenas 4% do território.

### Relevo
A área onde está situada Barra de São Francisco conta com um elevado número de rochas, compondo a Serra dos Aimorés. As formações rochosas apresentam altitudes de até 1500 metros.

### Parques
Em 1999, foi inaugurado o Parque Municipal Sombra da Tarde, às margens da rodovia ES-320. Localizado a cerca de 1 quilômetro da sede do município, o parque é cortado pelo Rio São Francisco e conta com uma reserva florestal com remanescentes da fauna e da flora da mata atlântica brasileira.

## Turismo
Por conta das características do seu relevo, a região de Barra de São Francisco tem potencial para a prática de esportes considerados radicais, como escalada, parapente e para realização de trilhas que levam até algumas cachoeiras, como a Cachoeira dos Mol, Cachoeira do Granito e Cachoeira do Denzol. No entanto, o desenvolvimento das atividades de turismo ligado à natureza ainda é incipiente.

## Transportes
O principal modal de transporte em Barra de São Francisco é o rodoviário e a cidade é cortada pelas rodovias ES-080, ES-320, ES-220 e BR-381, que teve sua concessão estadualizada no trecho capixaba, denominando-se ES-381.
A malha rodoviária do município também é composta por estradas vicinais que fazem a ligação da sede com comunidades mais afastadas, predominantemente de característica rural.

### Transporte público
Barra de São Francisco conta com uma linha de ônibus urbano, operada pela Viação Pretti. O serviço liga os bairros Vila Luciene à Vila Landinha, conectando os pontos extremos, ao norte e ao sul da mancha urbana da cidade, passando pelo Centro.
A cidade conta com uma pequena estação rodoviária, localizada no Centro, onde operam empresas como a Viação Águia Branca, Viação Pretti, Viação Expressa e Viação Moretti. Entre os principais destinos encontrados a partir da rodoviária de Barra de São Francisco estão Vitória, Serra, Vila Velha, São Mateus, Colatina, entre outros.
Da rodoviária da cidade também partem linhas que ligam a sede aos demais distritos do município.
Há décadas a cidade convive com promessas de modernização da rodoviária, que atualmente funciona em uma área apertada e divide espaço com o fluxo de pedestres e veículos que trafegam pelo Centro. Em 2021, a prefeitura chegou a assinar uma ordem de serviço para realização do projeto de modernização da rodoviária.
Em 2024, o governador Renato Casagrande assinou o convênio, junto à Prefeitura de Barra de São Francisco, para a construção da nova rodoviária. Com investimento de R$ 11,1 milhões, o local contará com 5 plataformas de embarque e desembarque de passageiros, 1.673 metros quadrados de pavimentação do pátio dos ônibus e 319 metros de drenagem, além de guichês para venda de passagens, guarda volumes, pontos comerciais, elevador acessível e auditório com capacidade para 300 pessoas.
A obra foi iniciada em julho de 2024 e a previsão é de que seja entregue em 2026. 

## Esporte
O principal equipamento esportivo da cidade é o Estádio Municipal Joaquim Alves de Souza, localizado no bairro Campo Novo, que sedia jogos de campeonatos amadores de futebol da região.
Em 2024, o Real Noroeste, clube que disputa o Campeonato Capixaba de Futebol, realizou jogos como mandante em Barra de São Francisco. O anúncio foi feito após um acordo com a prefeitura do município. Para receber jogos do clube, o estádio passou por reformas e foi liberado após inspeções do Corpo de Bombeiros.